# Luckau
Luckau (in lusaziano inferiore Łukow) è una città di 9 585 abitanti del Brandeburgo, in Germania.

Appartiene al circondario di Dahme-Spreewald.

## Storia
Nel 2003 vennero aggregati alla città di Luckau i soppressi comuni di Cahnsdorf, Duben, Görlsdorf e Schlabendorf.

## Geografia antropica
Appartengono alla città di Luckau le frazioni di Bergen, Cahnsdorf, Duben, Egsdorf, Freesdorf, Fürstlich Drehna, Gießmannsdorf, Görlsdorf, Karche-Zaacko, Kreblitz, Kümmritz, Paserin, Rüdingsdorf, Schlabendorf, Terpt, Uckro, Wierigsdorf, Willmersdorf-Stöbritz, Zieckau e Zöllmersdorf.

## Società

### Evoluzione demografica
- Sviluppo della popolazione dal 1875 entro gli attuali confini (Linea Blu: Popolazione; Linea puntata: Confronto dello sviluppo della popolazione dello Stato del Brandenburgo; Sfondo grigio: Ai tempi del governo nazista; Sfondo rosso: Al tempo del governo comunista)
- Sviluppo recente della popolazione (Linea blu) e previsioni

| Anno | Abitanti |
| ---- | -------- |
| 1875 | 11 475   |
| 1890 | 11 369   |
| 1910 | 10 947   |
| 1925 | 11 083   |
| 1933 | 11 117   |
| 1939 | 11 022   |
| 1946 | 15 343   |
| 1950 | 14 672   |
| 1964 | 13 011   |
| 1971 | 12 746   |
| 1981 | 12 318   |

| Anno | Abitanti |
| ---- | -------- |
| 1985 | 11 926   |
| 1989 | 11 514   |
| 1990 | 11 389   |
| 1991 | 11 116   |
| 1992 | 11 138   |
| 1993 | 10 970   |
| 1994 | 10 924   |
| 1995 | 10 751   |
| 1996 | 10 920   |
| 1997 | 10 964   |

| Anno | Abitanti |
| ---- | -------- |
| 1998 | 10 883   |
| 1999 | 11 089   |
| 2000 | 11 104   |
| 2001 | 10 919   |
| 2002 | 10 736   |
| 2003 | 10 604   |
| 2004 | 10 556   |
| 2005 | 10 642   |
| 2006 | 10 477   |
| 2007 | 10 452   |

| Anno | Abitanti |
| ---- | -------- |
| 2008 | 10 334   |
| 2009 | 10 231   |
| 2010 | 10 130   |
| 2011 | 9 818    |
| 2012 | 9 738    |
| 2013 | 9 610    |
| 2014 | 9 558    |
| 2015 | 9 533    |
| 2016 | 9 574    |
| 2017 | 9 729    |

| Anno | Abitanti |
| ---- | -------- |
| 2018 | 9 582    |
| 2019 | 9 565    |
| 2020 | 9 443    |

Fonti dei dati sono nel dettaglio nelle Wikimedia Commons..

## Amministrazione

### Gemellaggi
Luckau è gemellata con:
- Ilsede
- Merzig
- Plochingen
- Sława
- Warburg